# Il Dolore di Maria Vergine, (La Vergine Addolorata)
Oratorio para 4 solistas (SSAT), flauta, oboe, trompeta, cuerdas y bajo continuo con música de Alessandro Scarlatti y libreto anónimo atribuido a Andrea di Luna d'Aragona, estrenado el 23 de marzo de 1717 en el palacio de Carlo Carmignano en Nápoles.
Obra de madurez y último oratorio de Alessandro Scarlatti escrito en 1717 y de carácter melodramático en el que predomina el acompañamiento de la cuerda y las arias lentas.
el libreto está basado en la Pasión de Cristo: arresto de Jesús en el huerto de Getsemaní, Jesús ante Pilatos y el Sanedrín, la flagelación y coronación de espinas, sentencia de muerte, Jesús llevando la Cruz hasta el Calvario, Crucifixión y Muerte.
La historia es narrada por cuatro personajes que contemplan la escena: Juan el evangelista, la virgen María madre de Jesús, Nicodemo el fariseo favorable a Jesús y  Anás contrario a Jesús.
Se conservan varios manuscritos de la partitura en Roma, Bruxelas y Nápoles (incompleto). Este oratorio ya interesó en el s XVIII a Charles Burney que incluyó un fragmento del mismo en su General History of Music (1776-1789). En el s XIX el musicólogo Françoise Auguste Gevaert le dio el título de La Vergine Addolorata, título con el que también se conoce hoy en día. En el s XX Andrea Della Corte y Guido Pannain incluyeron ejemplos de este oratorio en su Storia della Musica (1936-1964).

## Il Dolore di Maria Vergine (La Vergine Addolorata)
Oratorio da cantarsi nella casa del regio consigliero D. Carlo Carmignano. Napoli, Palazzo di Carlo Carmignano, 1717.
Oratorio in due parte a quatro voci con violini, violetta, flauto, oboe, tromba e basso continuo (Roma 1717).
| Maria Vergine | soprano (o mezzosoprano) | Matteo Sassano        |
| San Giovanni  | soprano                  | Francesco Flori       |
| Nicodemo      | alto                     | Francesco Vitale      |
| Onia          | tenore                   | Francesco di Costanzo |

### Parte Prima
- Sinfonia: Vivace - Adagio - Allegro
- Recitativo accompagnato (San Giovanni) - "Ove corro, ove vado"
- Aria (San Giovanni) - "Fra dirupi negl'antri profondi"
- Recitativo (Maria Vergine) - "Qual novello dolore"
- Aria (Maria Vergine) - "Il mio figlio ov'è?"
- Recitativo (San Giovanni, Maria Vergine) - "Madre, infelice madre"
- Aria (Maria Vergine) - "Non è nuova"
- Recitativo (San Giovanni, Maria Vergine) - "Da un discepolo infido"
- Recitativo accompagnato (Maria Vergine) - "Ecco, l'acciaro acuto"
- Aria (Maria Vergine) - "Ecco suona la tromba ferale"
- Recitativo (San Giovanni, Maria Vergine) - "Di quanto t'ho narrato"
- Aria (Maria Vergine) - "Col suo flebil mormorio"
- Recitativo composto (San Giovanni, Maria Vergine, Nicodemo, Onia) - "Madre, raffrena il pianto?"
- Duetto doppio (Nicodemo, Onia)/(Maria Vergine, San Giovanni) - "Apri/E qual sperar poss'io"
- Recitativo (Nicodemo, Onia) - "E seduttor tu chiami"
- Aria (Nicodemo) - "Questo è quel tanto bramato"
- Recitativo (Maria Vergine, Onia, Nicodemo) - "Lascia, lascia Giovanni"
- Aria (Onia) - "Non punir l'indegno e l'empio"
- Recitativo (Maria Vergine, San Giovanni, Nicodemo, Onia) - "Signor, ciò che s'impone"
- Aria (Onia) - "Spira o ciel nel petto mio"
- Recitativo (Nicodemo, Maria Vergine) - "Inutili miei sforzi!"
- Aria (Maria Vergine in eco) - "Ti perderò sì, sì"
- Recitativo (Nicodemo, San Giovanni) - "Vergine, è vano il pianto"
- Aria (Nicodemo) - "Dà tregua al pianto"
- Recitativo (San Giovanni, Maria Vergine) - "A gran speranza"
- Aria (Maria Vergine) - "Aura lieve di speranza"
- Recitativo (San Giovanni, Maria Vergine) - "Padre del ciel deh"
- Duetto (San Giovanni, Maria Vergine) - "Tu piangi/Io piango"

### Parte Seconda
- Ritornello e Recitativo (Nicodemo, Maria Vergine, San Giovanni) - "Maria, Giovanni"
- Aria (San Giovanni) - "Soffri costante"
- Recitativo (Maria Vergine, San Giovanni, Nicodemo) - "A penare e soffrire"
- Aria (Nicodemo) - "Non sei tu sola"
- Recitativo composto (Maria Vergine, Onia) - "Dite, dite voi"
- Aria (Onia) - "Quella tromba"
- Recitativo (Maria Vergine) - "Ancor, ancor sazio non sei"
- Aria (Maria Vergine) - "Saziati!"
- Recitativo (Onia, Nicodemo, Maria Vergine, San Giovanni) - "Donna qual sii t'inganni"
- Recitativo composto (Maria Vergine, San Giovanni) - "E in si misero stato"
- Aria (Maria Vergine) - "Figlio, a morte tu t'en vai"
- Recitativo (Nicodemo, San Giovanni, Maria Vergine) - "Maria, io dir non posso"
- Terzetto (Maria Vergine, San Giovanni, Nicodemo) - "Se il mio cor"
- Recitativo (Onia, Maria Vergine, San Giovanni, Nicodemo) - "Or ch'il reo Nazzareno"
- Aria (San Giovanni) - "Madre eccelsa, afflitta"
- Recitativo composto (Nicodemo, Maria Vergine) - "Nell'alte mani"
- Recitativo accompagnato (Onia) - "Ma, ma qual moto improvviso"
- Aria (Onia) - "Sotto il piè"
- Recitativo (San Giovanni, Maria Vergine, Nicodemo) - "ah, non è sazia ancora"
- Aria (San Giovanni) - "Scintillante d'eterni splendori"
- Recitativo composto (Nicodemo, San Giovanni, Maria Vergine) - "Ma, dal legno penoso"
- Terzetto (Maria Vergine, San Giovanni, Nicodemo) - "Io ti bacio/Io t'adoro"

Alessandro Scarlatti